# ホーカー・エアクラフト

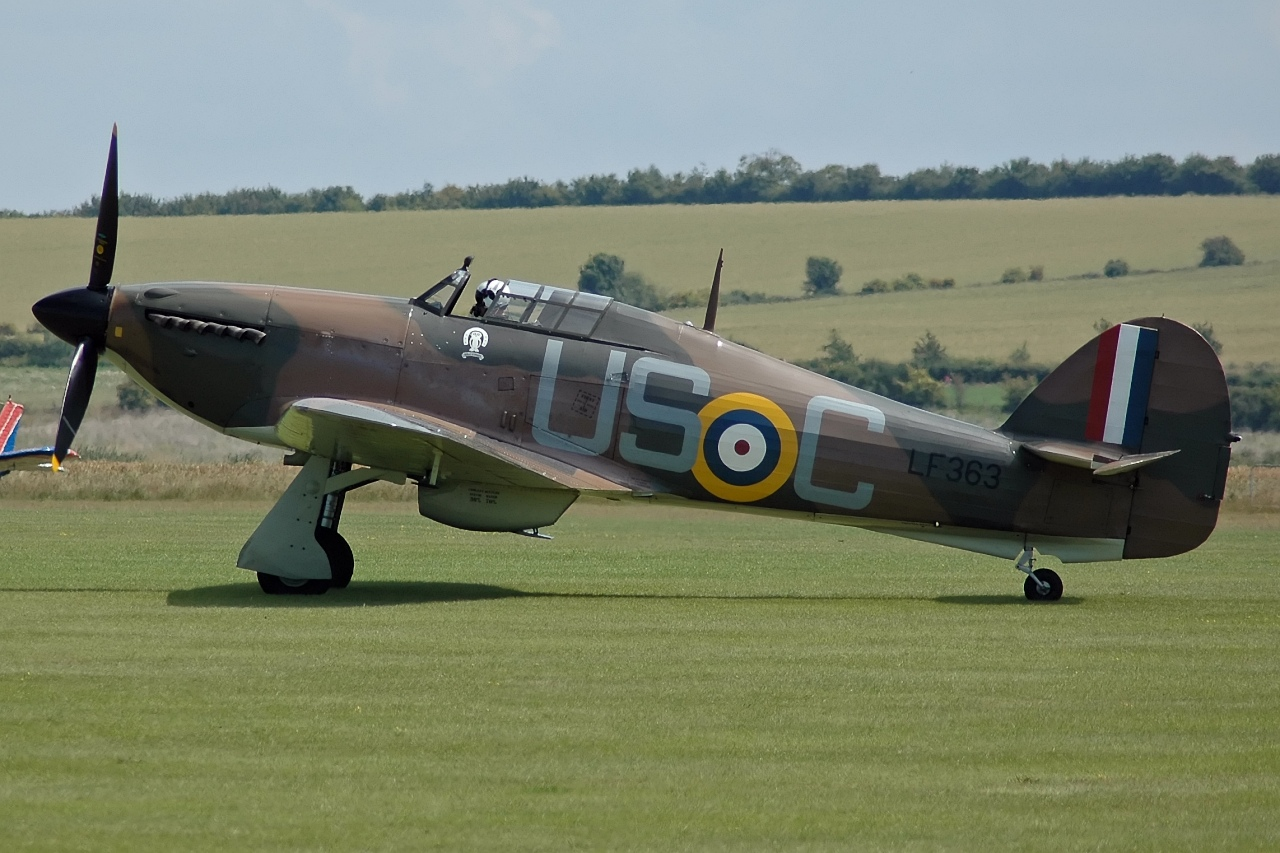
第二次世界大戦中に世界中で活躍した戦闘機ハリケーン

ホーカー・エアクラフト（Hawker Aircraft Limited）は、かつてイギリスにおいて有名な航空機を送り出した航空機メーカー。1920年代末の機体・ハートから、1950年代のジェット戦闘機ハンターまでシドニー・カムが機体の設計を行った。有名な機体はハリケーンで、スーパーマリーン社製のスピットファイアとともにバトル・オブ・ブリテンを戦った。

## 社史

### 初期
ホーカー・エアクラフトは第一次世界大戦終結の余波を受け、ソップウィス・エイヴィエーションが倒産したことに始まる。ソップウィスでテストパイロットをやっていたハリー・ホーカーとソップウィス・エイヴィエーションの創始者であるトーマス・ソップウィスは、1920年にH.G. ホーカー・エンジニアリング (H.G. Hawker Engineering) を新たに立ち上げた。
1933年、H.G. ホーカー・エンジニアリングはホーカー・エアクラフトへと社名を変更し、良好な経営状態と大恐慌を利用してグロスター・エアクラフトの買収に成功した。その翌年にはアームストロング・シドレーとアヴロを傘下に収め、アームストロング・シドレーの子会社であるアームストロング・ホイットワース・エアクラフトを吸収合併し、社名はホーカー・シドレー・エアクラフト (Hawker Siddeley Aircraft) となった。

### 部門化/ブランド化
ホーカー・エアクラフトはホーカー・シドレーの一部門として第二次世界大戦前後も航空機の設計を行い、ホーカー・エイヴィエーション (Hawker Aviation) と呼ばれた。1963年に自社の名前で商標登録することを禁じられるまでホーカーのブランドで販売と製造がなされていた。最後の完成した機種はハンターで、最後に設計されたのは試作機の P.1127であった。
ホーカー・シドレーは後にブリティッシュ・エアクラフト・コーポレーション、スコティッシュ・エイヴィエーションと合併し、ブリティッシュ・エアロスペースとなる。ブリティッシュ・エアロスペースはレイセオンにホーカーの商標権とビジネスジェットの製品ラインを売却し、レイセオン・エアクラフトはビーチクラフトが三菱から買い取ったビーチジェット 400にホーカーの名称を使用した。

## 製品
- ホーカー ダイカー 1923  prototype
- ホーカー ウッドコック 1923
- Hawker Cygnet 1924
- Hawker Hedgehog 1924 prototype
- Hawker Horsley 1925
- Hawker Heron 1925
- Hawker Hornbill 1925
- Hawker Danecock 1925
- Hawker Harrier 1927 prototype
- Hawker Hawfinch 1927
- ホーカー ハート 1928
- Hawker F.20/27 1928 prototype
- Hawker Hoopoe 1928
- Hawker Tomtit 1928
- ホーカー ホーネット 1929
- ホーカー オスプリ 1929
- ホーカー ニムロッド 1930
- ホーカー フューリー 1931
- ホーカー オーダックス 1931
- ホーカー デモン 1933
- Hawker P.V.3 1934 prototype
- ホーカー ハーディ 1934
- ホーカー ハインド 1934
- Hawker P.V.4 1934 prototype

(以下ホーカー・シドレー社)
- ホーカー ハートビー 1935
- ホーカー ハリケーン 1935
- ホーカー ヘクター 1936
- ホーカー ヘンリー 1937
- ホーカー ホットスパー  1938
- ホーカー トーネード  1939
- ホーカー タイフーン  1940
- ホーカー テンペスト  1942
- ホーカー シーフューリー  1944
- ホーカー シーホーク 1947
- Hawker P.1052 1948 Prototype
- Hawker P.1081 1950 Prototype
- Hawker P.1072 1950 Prototype
- ホーカー ハンター 1951
- ホーカー P.1127 1960 Prototype